# 3dfx
La 3dfx Interactive è stata un'azienda californiana fondata nel 1994 da Gordon Campell, Gary Tarolli, Scott Sellers e Ross Smith, ex ingegneri della Silicon Graphics.
Con poco più di 200 dipendenti, 3dfx è stata la maggior sviluppatrice (e in seguito all'acquisto di STB Systems, alla fine nel 1998, produttrice) di GPU e schede video con accelerazione 3D per quasi tutta la seconda metà degli anni novanta.
È stata una tra le prime aziende a sviluppare una GPU con accelerazione 3D (con la serie Voodoo) e la prima a sviluppare un chipset grafico dedicato per il 3D, ma privo di supporto 2D (che necessitava quindi della presenza di una scheda 2D per funzionare).
3dfx è fallita il 15 dicembre 2000, e la maggior parte delle sue proprietà intellettuali sono state acquisite da nVidia.

## Storia
Fondata nel 1994, 3dfx Interactive inizia l'attività come produttore di sistemi grafici e di controllo per videogiochi arcade; tra gli altri sviluppa l'hardware video per i giochi Atari San Francisco Rush: Extreme Racing e Wayne Gretzky's 3D Hockey.
Comincia a orientarsi verso il mercato dei personal computer nel 1995 commercializzando il JAMMA Game-Control-Interface GCI, un adattatore su bus PCI che rende i segnali del joystick di una console compatibili con l'interfaccia seriale di un PC.
Il 6 novembre 1995 al COMDEX di Las Vegas, il nome della 3dfx inizia a suscitare interesse con la presentazione del loro primo chipset 3D.

### Voodoo Graphics
Nell'agosto del 1996 viene commercializzato il chipset Voodoo Graphics (chiamato anche Voodoo 1), da parte del produttore di schede video Diamond Multimedia nella scheda Diamond Monster 3D. All'epoca 3dfx non possedeva una produzione propria e doveva appoggiarsi su costruttori esterni per commercializzare le GPU.
Le schede Voodoo Graphics di prima generazione implementavano via hardware il rendering dei poligoni con una serie di effetti grafici applicabili fra i quali texture mapping con filtri, gestione delle mip-map, alpha blending, gestione dello Z-buffer e altri. La risoluzione massima supportata era di 800x600 a 16 bit per pixel senza Z-buffer oppure 640x480 a 16 bit per pixel con Z-buffer per la versione con 4 megabyte di memoria. La serie Voodoo non gestiva alcun calcolo geometrico sulle primitive, ma rasterizzava i poligoni sfruttando i dati calcolati dalla CPU. Il bus di connessione era il PCI e la scheda veniva collegata in cascata con un apposito cavo dall'uscita video della normale VGA; si passava alla scheda Voodoo e poi da quest'ultima si collegava al monitor. La memoria era tipicamente di 4 megabyte, suddivisa in 2 megabyte per le texture e 2 megabyte per frame e Z-buffer. Le API supportate erano le Glide (proprietarie), un subset delle OpenGL, e le DirectX.
Il videogioco Quake, eseguito solo con un Pentium 120 non manteneva una giocabilità e fluidità accettabile (poche decine di frame al secondo di media) ad una risoluzione di 320x200 pixel e 256 colori poiché all'epoca anche il rendering grafico veniva gestito dalla CPU. Con una scheda Voodoo installata e a parità di sistema si riusciva a giocare a 640x480 con 65.000 colori e un framerate medio vicino ai 50 frame al secondo.

### Voodoo Rush
Il 18 novembre 1996, alla fiera del COMDEX, 3Dfx presentò la sua nuova creazione in collaborazione con Hercules; questa nuova scheda affiancava al chipset Voodoo 1 anche un acceleratore 2D (prodotto da terzi) sullo stesso PCB grazie alla "Rush technology". Non vi era più necessità quindi di affiancarla ad una scheda video tradizionale come richiesto dalle normali schede Voodoo.

### Sega Dreamcast
Durante il 1997 la società californiana ottenne un contratto con la SEGA per la costruzione del chip video della console Dreamcast; tuttavia SEGA scelse un chip NEC per equipaggiare la console. In aprile vennero immesse sul mercato le schede Rush di Hercules condensate e migliorate in un PCB più piccolo.

### Voodoo 2
Alla fine del 1997 3Dfx presentò il successore della Voodoo 1, la Voodoo 2. Le principali novità introdotte erano:
- la presenza di 2 chip dedicati al texture mapping[7] (mentre la Voodoo 1 ne aveva solo uno) detti TMU (Texture Management Unit);
- la memoria aumentata a 12 megabyte (esistevano anche versioni economiche con 8 megabyte) di cui 4 per il framebuffer e lo Z-buffer e gli altri 8 per le texture (4 per ogni TMU, 2 per TMU nella versione da 8 megabyte);
- la risoluzione massima era di 1024x768 a 16bit senza Z-buffer e 800x600 a 16bit con Z-buffer;
- la possibilità di collegare due schede Voodoo 2 in modo da farle lavorare in parallelo. Tale modalità, detta SLI (Scan Line Interleave), sfruttava le due schede per renderizzare alternativamente le righe orizzontali di ogni fotogramma, permettendo il raddoppio teorico delle prestazioni del sistema e di portare la risoluzione massima gestibile con Z-buffer a 1024x768 a 16bit.

Agli inizi del 1998 i partner di 3dfx, Q3D e Creative, presentarono le proprie schede video basate sulle Voodoo 2. In marzo Q3D aprì il suo primo negozio on-line e presentò la propria produzione di schede video Voodoo 2 in grandi quantità rinominandole Obsidian 2. Allo stesso tempo un altro partner di 3dfx, Quantum, presentò la propria scheda Quantum SB100-44x0 che combinava due GPU Voodoo Graphics funzionanti in parallelo.
L'avvento delle Voodoo 2 e dello SLI portò a schede video capaci di elaborazioni 3D a risoluzioni di 1024x768 pixel, fino allora appannaggio della computer grafica professionale. Fu nel giugno del 1998 che 3Dfx presentò la Voodoo Banshee, il primo chipset 3dfx (nel Voodoo Rush la parte 2D era un prodotto di terzi) ad implementare sia l'accelerazione 2D sia l'accelerazione 3D. Nell'ottobre dello stesso anno vi fu il primo scontro diretto con la concorrente NVIDIA Corporation con una controversia legale riguardante la tecnologia del Multi texturing.

### Voodoo 3
Alla fine del 1998 3dfx presentò la scheda Voodoo 3, erede delle precedenti, e subì la prima sconfitta in campo tecnico. Le schede nVidia infatti possedevano una profondità colore di 24 bit per pixel (16 milioni di colori) contro i 16 bit (65.000 colori) delle Voodoo. Le Voodoo 2 tuttavia erano generalmente più veloci; qualità grafica, prestazioni 2D e versatilità non erano però all'altezza delle rivali nVidia. Successivamente, con l'avvento delle nVidia RIVA TNT e RIVA TNT 2, anche il confronto in termini di framerate fu perso.
Dal 1999 la 3dfx incominciò a farsi conoscere al pubblico con il proprio nome, invece che con quello dei propri partner. La compagnia spese molto in un'intensa campagna pubblicitaria, ed in quest'ottica, subito prima del lancio delle Voodoo 3, la 3dfx inglobò la STB Systems, all'epoca una dei maggiori produttori di schede video.
Sempre in questo periodo la 3Dfx avviò il progetto segreto "Rampage", le schede video che avrebbero dovuto sostituire in un prossimo futuro le Voodoo, e nell'aprile del 1999 immisero sul mercato le prime schede costruite totalmente in casa: la Voodoo 3 2000 AGP e la Voodoo 3 3000 AGP, che ebbero un buon successo, anche se le Riva TNT2 di NVidia stavano guadagnando sempre più consensi.
Nell'ultima parte del 1999 la compagnia californiana propose soluzioni per computer Apple, con rivisitazioni della Voodoo Banshee. Per contrastare al meglio le crescenti prestazioni della TNT2 fu commercializzata una nuova versione della Voodoo 3, la Voodoo 3 3500 (provvista di ingresso video, uscita TV e tuner) ad un prezzo concorrenziale. Successivamente la nVidia Corporation ideò un nuovo chipset, il GeForce 256, che grazie alla tecnologia Transform & Lighting introduceva, per la prima volta in ambito consumer, il calcolo geometrico della scena gestito dal processore video che grazie al supporto di OpenGL e DirectX e alla notevole potenza di rastering surclassava le schede concorrenti. La 3Dfx rispose con un nuovo prodotto, il chip VSA100.

### Voodoo 4 e 5

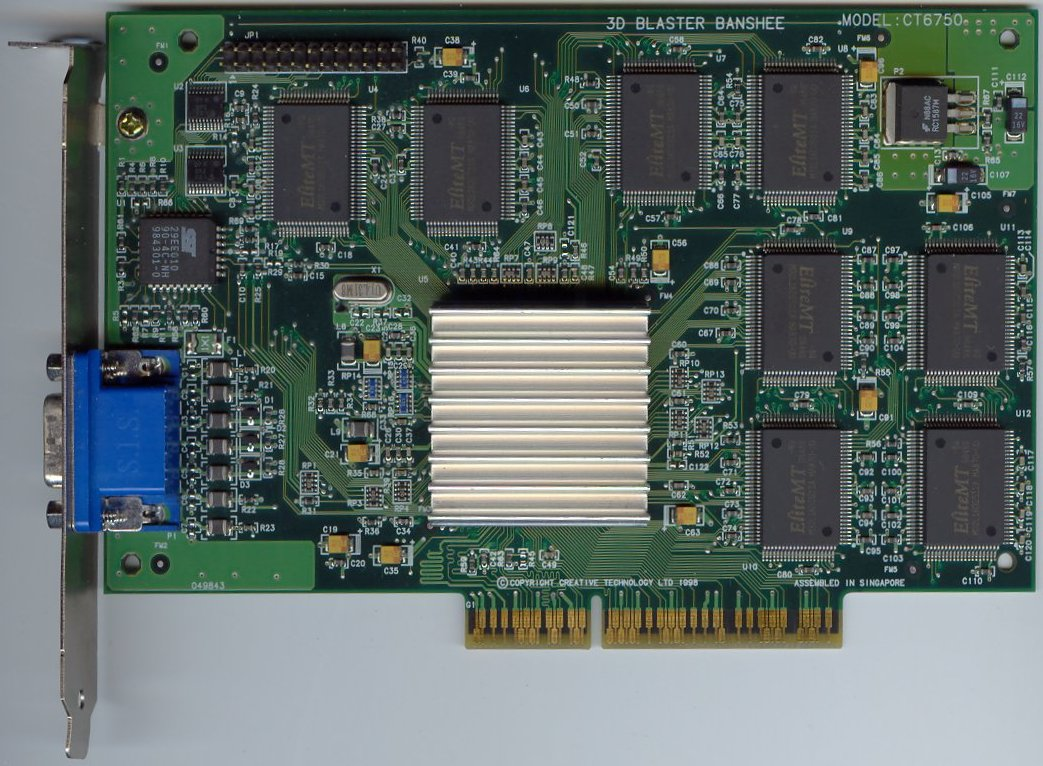
Creative 3D Blaster Banshee AGP

Nel novembre del 1999 le concorrenti 3Dfx e nVidia presentarono le loro nuove schede video; la 3Dfx presentò le Voodoo 4 4500, Voodoo 5 5000, 5500 e 6000 (basate sul VSA100 ma con 1, 2 o 4 operanti in parallelo sullo stesso PCB) e la nVidia Corporation la GeForce 2.
A maggio del 2000 le prime Voodoo 5 5500 (2 VSA100) apparvero sul mercato, subito però ritirate a causa di problemi di alimentazione, e vennero ripresentate solo a giugno nella versione revised. Nel frattempo anche la GeForce 2 GTS era stata commercializzata e, ad un prezzo minore, garantiva maggiori prestazioni della concorrente.

### Declino
Durante l'estate il capitale della compagnia Californiana era drasticamente diminuito. Come prima misura di emergenza fu sospesa la produzione delle schede Voodoo 5 5000 (2 VSA100) e Voodoo 5 6000 (4 VSA100) restate in forma di prototipo. Come ultimo canto del cigno la 3Dfx lanciò sul mercato la Voodoo 4 4500; la scheda video aveva un rapporto prezzo/prestazioni migliore della GeForce 2, ma era arrivata sul mercato con un anno di ritardo tanto che la nVidia GeForce 3 aveva come data di lancio il successivo gennaio del 2001.
L'ultimo progetto della 3Dfx fu il VSA101, una revisione della GPU che poteva usare le migliori DDR, ma oramai era tardi. 3Dfx non riuscì a rimediare l'enorme ritardo nell'introduzione dei 32 bit per pixel e successivamente la mancata adozione di qualsiasi tecnologia di T&L, permettendo così a nVidia con le TNT prima e con le GeForce poi di aggiudicarsi la posizione di leader nel settore e mettendo l'azienda nella condizione di dover colmare un ritardo in ricerca e sviluppo ormai incolmabile. La compagnia vendette la maggior parte delle proprie licenze a terzi, ma questo non bastò a riportare il bilancio in parità.

### Bancarotta e acquisizione
Il 15 dicembre 2000 la 3Dfx venne acquisita dalla nVidia Corporation, sua concorrente storica, comunicando la cessazione dell'attività attraverso un comunicato sul proprio sito web ufficiale.